# Polskie Towarzystwo Parazytologiczne
Polskie Towarzystwo Parazytologiczne – stowarzyszenie naukowe z siedzibą w Warszawie. Terenem działalności Towarzystwa jest cały obszar Rzeczypospolitej Polskiej. Siedzibą Zarządu Głównego jest Instytut Parazytologii im. Witolda Stefańskiego PAN w Warszawie przy ul. Twardej. Towarzystwo ma na celu pielęgnowanie i rozwijanie różnych dziedzin parazytologii. Jest to jedno z najstarszych na świecie towarzystw parazytologicznych.

## Historia
Towarzystwo zostało założone 16 maja 1948 w Gdańsku, na Zjeździe Parazytologów Polskich. Lista założycielska podpisana została przez 36 osób, a uchwałę przyjęto jednogłośnie. Propozycja została wysunięta przez prof. Zbigniewa Kozara i zyskała poparcie prof. Jerzego Morzyckiego, kierownika Instytutu Medycyny Morskiej i Tropikalnej w Gdyni. Pierwszy, tymczasowy zarząd tworzyli trzej naukowcy: Jerzy Morzycki (przewodniczący), Fryderyk Pautsch (sekretarz) i doc. Abdon Stryszak (skarbnik). W 1950 wybrano nowy zarząd, w którym zasiedli profesorowie Jerzy Morzycki, Gustaw Poluszyński, Zbigniew Kozar, Eugeniusz Grabda i Jadwiga Lachmajerowa. Liczba członków w tym okresie początkowo systematycznie rosła i wynosiła: w 1948 – 36, w 1950 – 60, w 1952 – 138, w 1954 – 163, w 1956 – 302, ale w 1958 – 227. W 1953 funkcjonowały trzy oddziały terenowe (Gdańsk, Warszawa, Kraków). W 1988 było ich 11 (Białystok, Gdańsk, Katowice, Kraków, Lublin, Łódź, Olsztyn, Poznań, Szczecin, Warszawa i Wrocław).
W październiku 1955 towarzystwo powołało do życia czasopismo Wiadomości Parazytologiczne (uchwałę w tym zakresie podjęto w październiku 1954; od 2012 pismo nosi tytuł Annals of Parasitology). Od 1959 wydawana jest również seria Monografie Parazytologiczne.
W 1959 prof. Kozar wyszedł z propozycją powołania Światowej Federacji Parazytologicznej, a w 1966 Europejskiej Federacji Parazytologów. Utworzono je odpowiednio w 1960 w Warszawie i w 1966 w Jabłonnie.

## Przewodniczący
Przewodniczącymi zarządu głównego byli kolejno:
- Jerzy Morzycki (1948-1954, trzy kadencje),
- Heliodor Szwejkowski (1954-1956, jedna kadencja),
- Czesław Gerwel (1956-1958, jedna kadencja),
- Zbigniew Kozar (1958-1972, cztery i pół kadencji),
- Zbigniew Pawłowski (1973-1976, jedna kadencja),
- Stefan Furmaga (1976-1979, jedna kadencja),
- Katarzyna Niewiadomska (1979-1984, jedna kadencja, wydłużona z uwagi na wprowadzenie stanu wojennego),
- Leszek Grzywiński (1984-1987, jedna kadencja),
- Witold Kasprzak (od 1987)[1].

## Nagrody towarzystwa
Towarzystwo nadaje Nagrodę Naukową im. Witolda Stefańskiego, ustanowioną  na posiedzeniu Zarządu Głównego PTP, 29 marca 1974 dla uczczenia pamięci Profesora Witolda Stefańskiego. Nagroda przyznawana jest za opublikowaną, oryginalną, wyróżniającą się pracę (lub cykl prac) z zakresu parazytologii ogólnej, weterynaryjnej lub lekarskiej.
Od 1984 towarzystwo nadaje też Medal Janickiego (za zasługi dla parazytologii). 